# Gut Braunenbruch

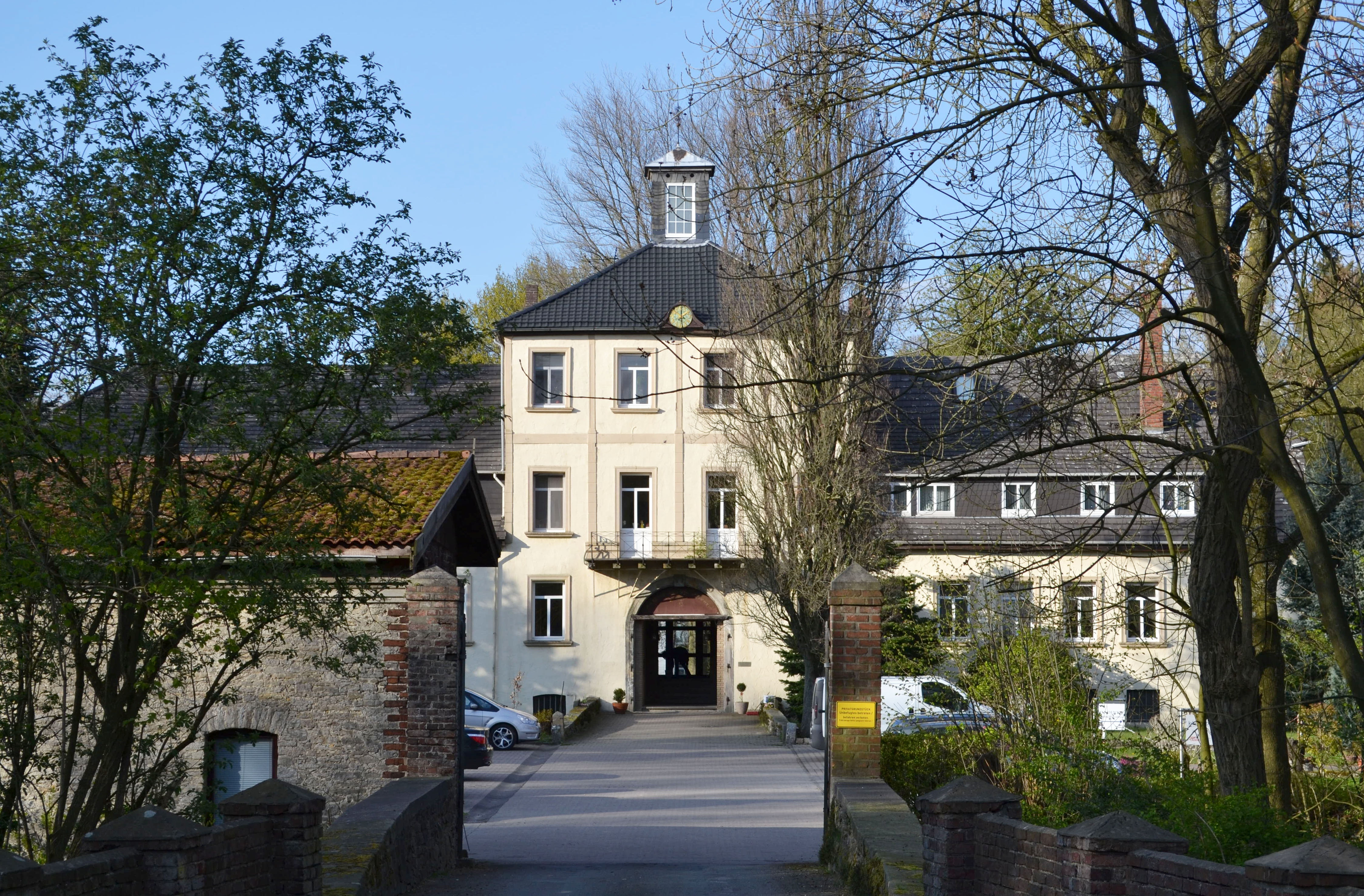
Gut Braunenbruch, Herrenhaus

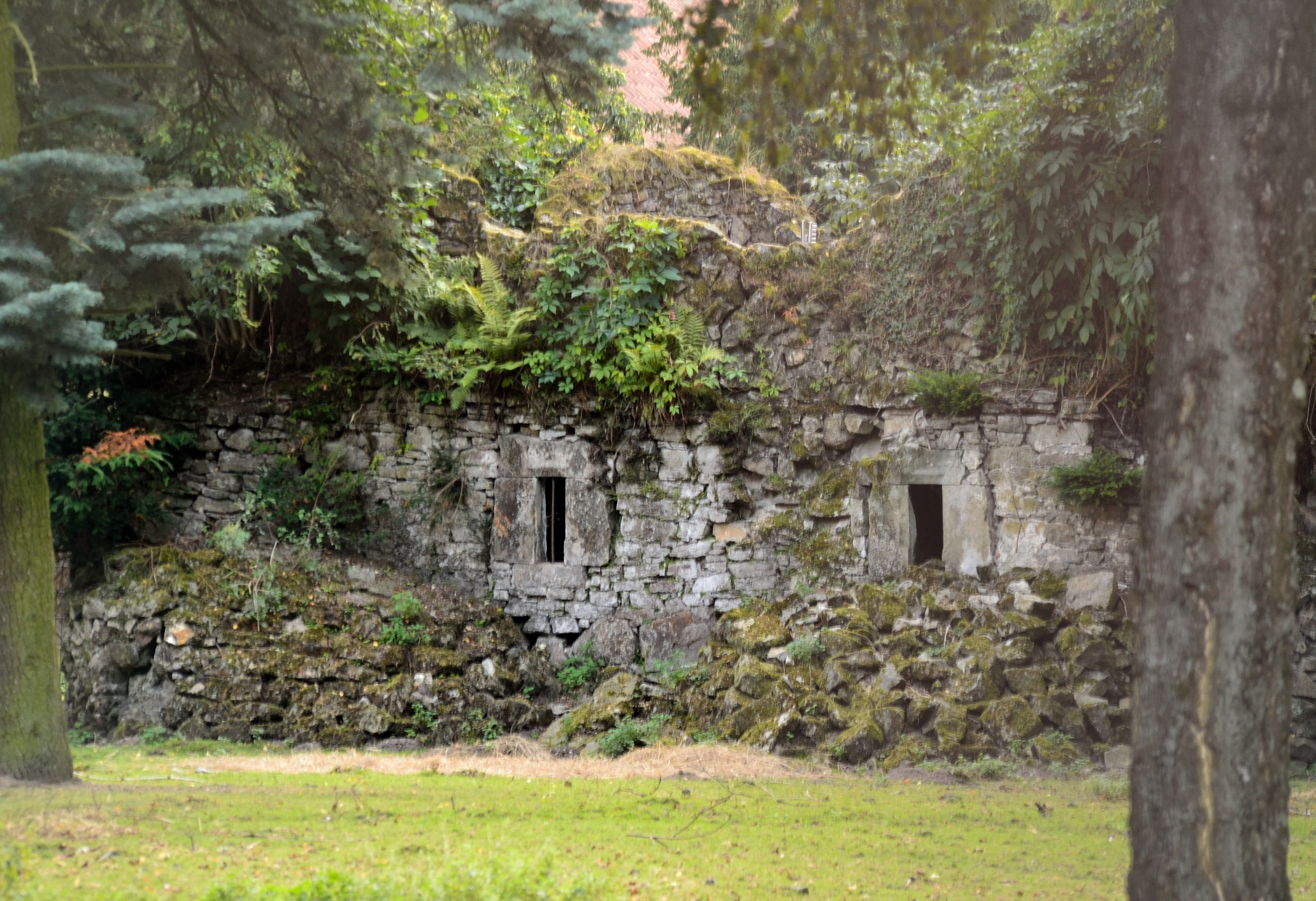
Überreste des hohen Gartens

Gut Braunenbruch ist ein ehemaliges Gut des niederen Landadels. Es liegt heute auf dem Gebiet der Stadt Detmold. Das Herrenhaus und der Hohe Garten sind als Baudenkmal, das Gelände als Bodendenkmal eingetragen.

## Geschichte
Die Gründung des Gutes geht zurück auf das Jahr 1348. Der lippisches Landesherr Otto zur Lippe gestattete dem Burgmann Alrad der Schwarze den Bau einer Festung am Weiler Odermissen. In einer Urkunde vom September 1443 wird das Gut als Brunenbroke an der Lechthope (= Knochenbach (Werre)) bezeichnet. Das Gut gilt damit neben Gut Iggenhausen als ältester Landsitz des niederen Adels in der Grafschaft Lippe.
Braunenbruch blieb bis zum Jahre 1716 im Besitz der Familie von Schwarz. Als die Stammlinie erlosch, erwarb die Familie von Schele das Gut, veräußerte es aber 1750 wiederum an den Amtmann Henrich Conrad Niemeyer zu Sternberg. Im Besitz der Familie Niemeyer war ab 1761 auch das Gut Herberhausen. Friedrich August Niemeyer verkaufte Braunenbruch schließlich am 3. Juli 1802 an den lippischen Forstauditor Philip August Merckel, Onkel des Architekten Ferdinand Ludwig August Merckel. Sein Sohn und Erbe, Gustav Merckel (1813–1901), war zusammen mit Friedrich Wilhelm Schönfeld aus Falkenhagen verantwortlich für die Gründung des Landwirtschaftlichen Vereins.
1836 war Braunenbruch eines von 29 landtagsfähigen Gütern in Lippe.
Laut einer Aufstellung aus dem Jahr 1886 betrug die Betriebsgröße zu dieser Zeit 183 Hektar. Im Jahr 1911 war die Größe auf 145 Hektar geschrumpft.
Nach dem Ersten Weltkrieg verlor Braunenbruch 1918 seine kommunale Selbstständigkeit. Der Gutsbesitzer Merckel konnte sich entscheiden, ob das Gut Detmold oder Heidenoldendorf zugewiesen werden sollte. Er entschied sich für Heidenoldendorf, da Detmold ihm das Hausschlachten untersagen wollte. Nach dem Zweiten Weltkrieg dehnte sich die städtische Bebauung von beiden Seiten immer weiter in Richtung Braunenbruch aus und machte damit eine Landwirtschaft zunehmend unmöglich. Gustav Merckel jun. verkaufte es daher im Jahr 1967 an die Stadt Detmold.  Es befindet sich heute wieder im Privatbesitz.

## Baugeschichte

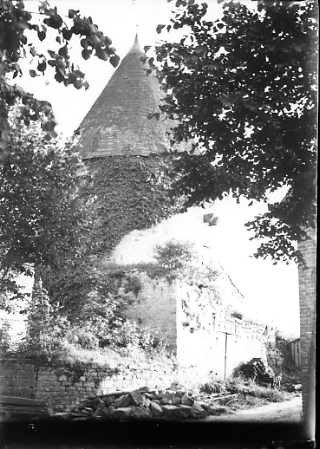
Bruchsteinturm um 1910

Die ursprüngliche Anlage war vermutlich als Wasserburg konzipiert. Durch den südlich vorbeifließenden Knochenbach wurde die Gräfte gespeist. Der Vorgänger des heutigen Herrenhauses soll zwei Türme gehabt haben, der Neubau entstand im Jahr 1842. Auf den Ruinen der mittelalterlichen Burg entstand nördlich des Herrenhauses der „Hohe Garten“, der nach Norden durch die Überreste eines Bruchsteinturms abgeschlossen wird. Die Brücke über den Knochenbach stammt aus dem Jahr 1822. In ihr befinden sich zwei Schlusssteine mit Inschriften „PA Merckel“ und „1822“.
Die größeren Wirtschaftsgebäude stammen aus dem 19. Jahrhundert. Ein kleinerer Anbau des östlichen Gebäudes diente als Mühle, sie wurde 1977 ebenso wie der westliche Kuhstall abgebrochen. In einem kleinen Waldstück zwischen Knochenbach und Heidenoldendorfer Straße befand sich ein Mausoleum der Familie Merckel aus der Zeit nach 1871. Die Ruine wurde ebenfalls 1977 abgetragen.

## Baudenkmale
Das Herrenhaus von 1842 ist ein einflügeliger, verputzter Bruchsteinbau.
Der dreigeschossige Mittelteil über vier Fensterachsen erhebt sich turmartig über den Rest des Gebäudes. Auf dem Pyramidendach sitzt wiederum eine quadratische Laterne. Eine Wetterfahne mit der Jahreszahl 1843 ist nach 1977 entfernt worden. Die Außenwände des Mittelbaus sind, mit Ausnahme der Hofseite, aus Sichtfachwerk. Der Mittelbau ist durch Werksteine gegliedert. Im Erdgeschoss ist noch die Tordurchfahrt mit Rundbogen erhalten, darüber befindet sich über zwei Fensterachsen ein Balkon auf ausgekragten Deckenbalken. Die schmiedeeiserne Balkonbrüstung ist im biedermeierlich-spätklassizistischen Stil gehalten. Das Dach ist an der Hofseite geschweift aufgeweitet und trägt eine Uhr mit Ziffernblatt aus Kupfer und vergoldeten Zeigern.
Die eingeschossigen Seitenflügel auf hohem Souterraingeschoss gehen über jeweils sechs Fensterachsen. Sie sind durch Krüppelwalmdächer bedeckt.
Das Anwesen stand lange Zeit leer und wurde nach Verfall und Vandalismus Anfang der 1980er Jahre umfassend renoviert. Dabei gingen größere Teile der historischen Substanz verloren, sodass heutzutage nur mehr die Fassaden dem ursprünglichen Zustand von 1842 weitestgehend entsprechen.
Der „Hohe Garten“ ist ebenfalls Teil des Baudenkmals. Er hat eine Breite von 8 bis 9 Metern und eine Länge von 35 Metern. Eingefasst wird er durch Bruch- und Ziegelsteinmauern mit der Turmruine aus Muschelkalkmauerwerk im Norden. Unterhalb des Hochgartens befindet sich ein Kellerraum mit Tonnengewölbe. Im Garten sind Reste eines ehemaligen Wasserbeckens erhalten.

## Bodendenkmal
Im Boden befinden sich Spuren des spätmittelalterlichen Rittersitzes, darunter ein Wohnbau, eine Kapelle und die Gräfte. Diese Relikte sind seit dem 29. Dezember 1995 als Bodendenkmal geschützt.